# Zevenpartijenalliantie
De Zevenpartijenalliantie (ZPA) (Engels: Seven Party Alliance, SPA) was een politiek gelegenheidsverbond van linkse democratischgezinde oppositiepartijen die zich in mei 2005 verenigden om de Nepalese autocratische monarchie van koning Gyanendra ten val te brengen. Zij waren tot de conclusie gekomen dat de koning geen oplossing, maar een obstakel was in het beëindigen van de toen al negen jaar woedende bloedige Nepalese Burgeroorlog tegen de maoïstische rebellen.

## Vorming
Op 5 mei 2005, drie maanden nadat de koning voor de tweede keer in drie jaar een machtsgreep had gepleegd door het parlement te ontbinden, de regering naar huis te sturen en zijn eigen zakenkabinet te vormen zonder verkiezingen uit te schrijven, besloten zeven oppositiepartijen te onderhandelen over een coalitie tot herstel van de democratie. Het ging om de Nepalese Congrespartij (NCP), Nepalees Congres (Democratisch), de Communistische Partij van Nepal (Verenigd Marxistisch-Leninistisch) (CPN(UML)), de Nepalese Arbeiders- en Boerenpartij (NWPP), de Nepalese Bestwilpartij (NSP), het Volksfront Nepal en het Verenigd Links Front (UFL); laatstgenoemde bestond uit drie kleinere partijen. De NCP en CPN(UML) domineerden de alliantie sterk; ze waren apart groter dan de rest bij elkaar. Bij de laatste parlementsverkiezingen in 1999 haalden de zeven partijen samen 194 van de 205 zetels. De overige 11 zetels gingen naar de monarchistische Nationale Democratische Partij, die sindsdien in drie partijen uiteen was gevallen, waarvan er één de koninklijke machtsgreep had gesteund en de andere twee haar hadden bekritiseerd. De zeven partijen wilden allemaal van de koninklijke autocratie af, maar waren het onderling niet eens of het herstel van de democratie gewaarborgd kon worden onder de constitutionele monarchie zoals die van 1990 tot 2001 bestond onder koning Birendra, dat men diende te streven naar een louter ceremonieel koningschap of dat het noodzakelijk was om de republiek uit te roepen.

## Akkoord met rebellen
Ondanks groot wantrouwen jegens de maoïsten, wenste de ZPA toenadering te zoeken, omdat niet te onderhandelen viel met de monarchistische regering, die vooralsnog vergeefs trachtte de maoïstische opstand neer te slaan. Op 20 juni riep de Zevenpartijenalliantie de rebellen op om geweld af te zweren en zich aan te sluiten bij de vreedzame democratische beweging tegen de koning. Een factie binnen de maoïstische beweging onder leiding van Bhattarai, Ashok en Rahul die toenadering wilde zoeken tot de parlementaire oppositie, werd enkele maanden geschorst door partijleider Prachanda, die streefde naar een militaire overwinning. De oppositiepartijen wilden pas praten met de rebellen als zij het geweld zouden staken. Nadat de dissidente factieleden weer werden toegelaten in juli 2005, zocht de oppositie toenadering tot de rebellen op voorwaarde dat zij een sfeer van vertrouwen kunnen wekken voor onderhandelingen. Op 3 september kondigden de communisten een eenzijdig staakt-het-vuren af voor drie maanden voor vredesbesprekingen, hetgeen werd toegejuicht door de coalitie van oppositiepartijen. De volgende dag hield de oppositie een demonstratie voor democratie met 5000 deelnemers; de politie greep in met traangas en wapenstokken en verwondde en arresteerde tientallen betogers. Rebellenleiders en oppositieleiders onderhandelden in oktober steeds intensiever over een vreedzame oplossing van de burgeroorlog en de toekomstige staatsvorm. Hierbij werd in november vaak in India onderhandeld, dat het officieel ontkende omdat het de maoïsten als "terroristen" bestempelde, maar dat de besprekingen plaatsvonden was een publiek geheim. Eind november maakten de Zevenpartijenalliantie en de maoïstische rebellenbeweging een gemeenschappelijke 12-puntenagenda bekend, waarin een einde aan de 'autocratische monarchie' stond. Analisten meenden dat er waarschijnlijk gedoeld werd op een ceremonieel koningschap, maar het was bekend dat ook onder de parlementaire oppositie het republicanisme sinds de koninklijke machtsgreep sterk was toegenomen.

## Samenwerking met rebellen
Op 2 januari 2006 zegden de maoïsten het bestand op, volgens Prachanda, de Congrespartij en de marxistisch-leninistische communisten omdat de regering de rebellen daartoe had gedwongen en zij zichzelf dienden te verdedigen. Andere partijen en de Nationale Mensenrechtencommissie hadden echter opgeroepen om het bestand te verlengen. Enkele uren na de opzegging werden op drie plaatsen in West-Nepal met explosieven aanslagen gepleegd op overheidsgebouwen. De rebellen, die verklaarden de voor 8 februari geplande gemeenteraadsverkiezingen te verstoren, dreigden hun parlementaire bondgenoten weer te verliezen. Niettemin leken de maoïsten deze keer door zich in de slachtofferrol te wentelen toch massaal de sympathie van democratisch gezinde burgers te hebben verworven: toen het leger in gevecht 10 opstandelingen doodde, leidde dit tot een golf van verontwaardiging. Op een demonstratie georganiseerd door de zeven oppositiepartijen in de zuidelijke stad Janakpur kwamen op 12 januari meer dan 100.000 of zelfs meer dan 150.000 mensen opdagen, die tegen de koning protesteerden en opriepen tot een boycot van de verkiezingen.

## Revolutie en nasleep
De ZPA riep vooral op tot massale vreedzame straatprotesten, die echter vaak uitmondden in rellen, terwijl de maoïsten de gewapende strijd voortzetten. Ondanks de afkeer van elkaars tegengestelde methoden – 'te slap' respectievelijk 'te gewelddadig' – slaagden oppositie en rebellen er samen grotendeels in de gemeenteraadsverkiezingen te frustreren. Ze stemden twee voor begin april geplande stakingen op elkaar af. De vierdaagse staking van 6 tot 9 april was zo succesvol dat de Alliantie besloot haar voor onbepaalde tijd te verlengen om de monarchie op de knieën te dwingen. Hoewel er enkele doden vielen, tientallen demonstranten gewond raakten en honderden werden opgepakt tijdens de straatprotesten, groeide de beweging aan en hielden de oppositie en maoïsten vol. Onder deze zware druk deed de koning vanaf 21 april steeds meer concessies, totdat hij het parlement herstelde en op 27 april de Zevenpartijenalliantie een interim-regering liet vormen onder leiding van Girija Prasad Koirala. Een dag eerder hadden de maoïsten een eenzijdig staat-het-vuren afgekondigd om het democratische proces een kans te geven. Op 18 mei tekende de interim-regering een akte die het parlement een leger van 90.000 soldaten gaf, het Nepalese koningshuis de meeste rechten ontnam en enkele verplichtingen stelde, en de hindoeïstische staatsgodsdienst afschafte om een seculiere staat in te stellen. Op 21 november 2006 werd tussen de interim-regering en de maoïstische rebellen een definitieve vredesovereenkomst gesloten die de burgeroorlog formeel beëindigde. In de interim-grondwet van januari 2007 verviel zelfs de ceremoniële rol van de koning; premier Koirala was tijdelijk ook staatshoofd, zonder officieel 'president' te heten. Uiteindelijk werd in 2008 ook de monarchie afgeschaft en Nepal werd een seculiere federale republiek. In 2009 viel de Zevenpartijenalliantie weer uiteen.